# Jødiske helligdage
De jødiske fester og jødiske helligdage (haggim) tager som regel udgangspunkt i centrale begivenheder i det jødiske folks historie.

## Sabbat
Den vigtigste helligdag i jødedommen er sabbatten; en ugentlig helligdag, der fejres fra solnedgang om fredagen til solnedgang om lørdagen. Sabbatten tager som sit forbillede beretningen fra 1. Mosebog, hvor Gud efter på seks dage at have arbejdet med at skabe verden, hvilede på syvendedagen. Sabbatten tjener således som en hviledag der samler hele familien, og hvor det ikke er tilladt at arbejde. Sabbatten er foreskrevet i de ti bud.

## Pesach
En af de vigtigste fester i jødedommen er Pesach, svarende til den kristne påske. Pesach, der betyder "forbigang" fejres til minde om udfrielsen fra slaveriet i Egypten (exodus). Udtrykket Forbigang henviser til dødens engel, der skulle slå alle førstefødte ihjel men netop gik forbi de jødiske huse, hvor der var smurt blod fra slagtede lam på dørstolperne. Højtiden kaldes også "De usyrede brøds fest", fordi usyret brød spiller en central rolle både før og under festen. Huset renses omhyggeligt for alt syret (gæret), og alt husgeråd der har været i berøring med syrede fødevarer erstattes af særligt Pesach-service. Højtidens centrale begivenhed er seder, et fællesmåltid der afholdes på festens første aften, hvor der spises en række traditionelle retter der er symbolsk knyttet til udvandringen fra Egypten.

## Shavuot
Ifølge 3. Mosebog er jøderne forpligtet til at tælle syv uger fra Pesachs anden dag. Efter disse 49 dage kommer man frem til Shavuot-festen. Shavuot betyder egentlig "uger". På shavuot takker jøderne Gud for modtagelsen af Torah.

## Sukkot
Sukkot eller løvhyttefesten ihukommer israelitternes vandring gennem ørkenen efter flugten fra Egypten og falder sammen med frugthøsten. Sukkot fejres ved at bygge små hytter, der dekoreres med frugt og grøntsager. I disse hytter spiser og sover man de syv dage festivalen varer.

## Rosh Hashanah
Rosh Hashanah betyder "årets begyndelse (egentlig hoved)" og fejres som det jødiske nytår, om end højtiden falder på den 7. måned i den jødiske kalender. Festen fejrer verdens skabelse og indleder de såkaldte bodsdage, ti dage, der varer til Yom Kippur, under hvilken folk opfordres til at undskylde over for dem, de har gjort uret.

## Yom Kippur
Forsoningsdagen Yom Kippur var i førkristen tid den dag om året, hvor den jødiske ypperstepræst trådte ind i templets allerhelligste rum for at udføre et ritual der skulle skaffe hele det jødiske folk soning for deres synder. I moderne jødedom er dagen helliget bøn, faste og bodsgerninger centreret om renselse og Guds nåde. Yom Kippur er således kulminationen på bodsdagene og regnes ofte for den mest betydningsfulde enkeltstående helligdag.

## Chanukah
Chanukah eller Hanukkah er den jødiske lysfestival. Ordet Chanukah betyder "at dedicere", og helligdagen falder typisk omkring den kristne jul. På den første dag tændes et lys, på den anden to og så videre de næste otte dage Chanukah varer. Det skal symbolisere de otte dage hvor den jødiske gruppe Maccabeerne fik en lampes olie til at vare otte dage, selv om der kun var beregnet olie nok til en dag. Helligdagene er blevet mere populære efter at julen har fået større kulturel plads i den vestlige verden og anses nu for at være helligdage specielt til børn. I den forbindelse er det skik at give gaver hver dag, og give familien chokolademønter kendt som Hanukkah Gelt (Gelt er et yiddish ord, der, som det tyske 'Geld', betyder penge).

## Andre helligdage
- Shemini atzeret — slutfest på løvhyttefestens 8. dag
- Simchat Tora – toraglæde, ny læsecyklus begynder
- Purim – redning af de persiske jøder
- Lag ba'ómer – glædesfest på 33. dag i omertiden